# Agitart
Agitart és un festival de dansa contemporània que té lloc a Figueres anualment, fundat el 2014. El seu creador és Roger Fernández.
En la seva primera edició es van programar unes 25 actuacions de dansa en quatre espais de la ciutat: la plaça de l'Ajuntament, la plaça de les Patates, la Casa Empordà i el Museu de l'Empordà. Pel festival hi han passat companyies com Lo-Giudice Dance, Moving Productions, Middleton Corpus i Pol Jiménez. La segona edició va portar una vintena nova d'espectacles a la ciutat, incorporant companyies internacionals. Es preveu que incorporin activitats del Pla Integral de la Dansa del Departament de Cultura de la Generalitat de Catalunya.